# Avicularia hirschii
Avicularia hirschii là một loài nhện trong họ Theraphosidae.
Loài này thuộc chi Avicularia. Avicularia hirschii được miêu tả năm 2006 bởi Bullmer, Thierer-Lutz & Joachim Schmidt.